# Grad Kostanjevica (Stari Grad v Podbočju)
Grad Kostanjevica (nemško Landstrost) je bil grad, ki je stal v vasi Stari Grad v Podbočju v Mestni občini Krško. Ne gre ga zamenjati z istoimenskim nekdanjim gradom v Kostanjevici na Krki. Oba gradova sta bila v lasti Spanheimov in so ju v njihovem imenu sočasno upravljali ministerialni gospodje Kostanjeviški. 
Grad je bil v 12. stoletju pomembna spanheimska strateška utrdba na jugovzhodnem delu Kranjske. Na njem je bila močna posadka. Leta 1324 ga je grof Albert Ortenburški zastavil Haugu Svibenskem, dve leti pozneje pa Petru Pišečkemu. Na gradu je bila tudi kovnica denarja, blizu pa je stala še lastniška cerkev sv. Križa. Grad je bil opuščen v 16. stoletju – leta 1581 je v listini že omenjen kot öden Schloss (zapuščen grad). Ostanki in konfiguracija zemljišča kažeta na močno utrjen obodni grad.
Danes na lokaciji stoji visok križ, ki so ga postavili leta 1935 v spomin na drugi evharistični kongres za Jugoslavijo, ki je potekal v Ljubljani.